# John B. Kennedy
John B. Kennedy (ur. 16 stycznia 1894 w Quebecu, zm. 22 lipca 1961) – amerykański korespondent radiowy i dziennikarz.

## Wyróżnienia
Posiada swoją gwiazdę na Hollywoodzkiej Alei Gwiazd.